# Liste von Moscheen in der Schweiz
Die Liste von Moscheen in der Schweiz enthält Moscheen in der Schweiz.
Insgesamt gibt es in der Schweiz Schätzungen zufolge etwa 250 Moscheen und Gebetsstätten, jedoch nur vier Minarette, da nach dem Schweizer Minarettstreit (2007–2009) die Eidgenössische Volksinitiative «Gegen den Bau von Minaretten» gestartet und angenommen wurde. Damit wurde der Bau von Minaretten in der Schweiz verboten. Die vier Minarette befinden sich bei den folgenden Moscheen:
- Mahmud-Moschee in Zürich (1963)
- Genfer Moschee (1978)
- Moschee der Islamisch-Albanischen Gemeinschaft in Winterthur (2005)
- Zentrum des türkischen Kulturvereins in Wangen bei Olten (2009)

Eine Anzahl der Moscheen bzw. der Moscheenvereine in der Schweiz sind der «Türkisch Islamischen Stiftung für die Schweiz» (TISS, türkisch: «İsviçre Türk Diyanet Vakfı» ITDV, bzw. İTDV) angeschlossen bzw. werden von dieser unterstützt. Diese ist eine Schweizer Niederlassung der Diyanet İşleri Başkanlığı (kurz: Diyanet), einer staatlichen Einrichtung zur Verwaltung religiöser Angelegenheiten in der Türkei. Nach Angaben auf der Website von IDTV sind dies 46 Moscheenvereine. Zu diesen Moscheen zählen u. a. die Fetih-Moschee in Basel, die Fatih-Mosche in Solothurn, die Moschee in Wattwil und die Mevlana-Moschee in Bachenbülach.

## Liste
| Name                                                 | Bild                                                 | Kanton | Ortschaft        | Adresse                           | Jahr             | Trägerorganisation | Bemerkung |
| ---------------------------------------------------- | ---------------------------------------------------- | ------ | ---------------- | --------------------------------- | ---------------- | --- | --- |
| Alrahma Moschee Zürich                               |                                                      | ZH     | Zürich           | Hohlstrasse 615A                  |                  | Islamisches Zentrum Al Rahma | Somalischer Verein |
| Merkez-Moschee Zürich                                |                                                      | ZH     | Zürich           | Kochstrasse 22                    |                  | Türkisch – Islamischer Kulturverein Zürich                                                                                                   | Mitglied der Türkisch Islamischen Stiftung für die Schweiz (TISS). |
| Madni-Moschee Zürich                                 |                                                      | ZH     | Zürich           | Weinbergstrasse 147               |                  | Swiss Muslim Society Zürich | Verein für Urdu Sprecher; Die Moschee wurde gegründet um der örtlichen Urdu sprechenden Gemeinschaft eine religiöse Einrichtung zur Verfügung zu stellen. |
| Moschee                                              |                                                      | ZH     | Winterthur       | Theaterstrasse 25                 |                  | Verein Türkgücü Winterthur | Türkischer Verein; Das tägliche Gebet wird unter der Führung eines aus der Türkei durch das Amt für Religiöse Angelegenheiten bediensteten Imams abgehalten. Mitglied der Türkisch Islamischen Stiftung für die Schweiz (TISS). |
| Grüne Moschee Aarburg                                |                                                      | AG     | Aarburg          | Oltnerstrasse 84                  | 1990             | Türkisch – Islamischer Verein Aarburg | Die Grüne Moschee Aarburg wurde 1980 in Olten gegründet und zügelte im Jahr 1990 nach Aarburg. Mitglied der Türkisch Islamischen Stiftung für die Schweiz (TISS). |
| Weisse Moschee Aarburg                               |                                                      | AG     | Aarburg          | Feldstrasse 14                    | 2011             | Albanisch-Muslimische Gemeinschaft Aarburg                                                                                                   | 1. Juli 2011 begann der reguläre Betrieb der Moschee und das erste gemeinsame Gebet wurde im neuen Gebäude verrichtet. |
| Mimar-Sinan-Moschee                                  |                                                      | AG     | Buchs            | Brummelstrasse 2                  |                  | Türkisch Islamischer Verein Buchs AG | Mitglied der Türkisch Islamischen Stiftung für die Schweiz (TISS). |
| Mahmud-Moschee                                       |                                                      | ZH     | Zürich           | Forchstrasse 323, Ortslage        | 1963             | Ahmadiyya Muslim Jamaat Schweiz | erste Moschee in der Schweiz |
| Genfer Moschee                                       |                                                      | GE     | Genf             | Chemin Colladon 34                | 1978             | Fondation Culturelle Islamique de Genève | Vom saudi-arabischen König Chalid ibn Abd al-Aziz eingeweiht. |
| Islamisches Zentrum Genf                             |                                                      | GE     | Genf             | Rue des Eaux-Vives 104            | 1961             | Centre Islamique de Genève | Gegründet von Said Ramadan. |
| Berner Moschee (im Haus der Religionen)              | Haus der Religionen                                  | BE     | Bern             | Europaplatz 1                     | 2015             | Muslimischer Verein Bern | Albanischer Verein; Unter der Leitung des Berner Imam Mustafa Memeti. |
| Moschee des Islamisch-Albanischen Vereins Winterthur | Moschee des Islamisch-Albanischen Vereins Winterthur | ZH     | Winterthur       | Kronaustrasse 6                   | 2005             | Islamisch-Albanischer Verein Winterthur | |
| Moschee Olten Türk Kültür Ocagi                      |                                                      | SO     | Wangen bei Olten | Industriestrasse 2, Ortslage      | 2002             | Türkischer Kulturverein Olten (OTKO) | 2009 wurde ein Minarett angebaut. |
| Fatih-Moschee Döttingen                              |                                                      | AG     | Döttingen        | Hauptstrasse 5                    |                  | Türkischer Kulturverein Döttingen | Mitglied der Türkisch Islamischen Stiftung für die Schweiz (TISS) |
| Fatih-Moschee Solothurn                              |                                                      | SO     | Solothurn        | Holunderweg 55, Ortslage          |                  | Anatolisch-Helvetischer Verein Fatih Moschee                                                                                                 | Türkischer Verein, Mitglied der Türkisch Islamischen Stiftung für die Schweiz (TISS). |
| Fatih-Moschee Baar                                   |                                                      | ZG     | Baar             | Gewerbestrasse 9, Ortslage        |                  | Türkisch – Islamische Vereinigung Baar | Mitglied der Türkisch Islamischen Stiftung für die Schweiz (TISS). |
| Beyazit-Moschee                                      |                                                      | SO     | Bellach          | Fabrikweg 3, Ortslage             |                  | Schweizerische Islamische Gemeinschaft Solothurn                                                                                             | Türkischer Verein; 2008 gab es einen Brandanschlag, der geringen Sachschaden verursachte |
| Lindenrain-Moschee                                   |                                                      | BE     | Bern             | Lindenrain 2, Ortslage            | 1978             | Islamisches Zentrum Bern (IZB) | |
| Kevser-Moschee Ostermundigen                         |                                                      | BE     | Ostermundigen    | Oberdorfstrasse 2, Ortslage       | 2010             | Türkisch-Islamische Vereinigung Bern, | Mitglied der Türkisch Islamischen Stiftung für die Schweiz (TISS). |
| Xhamia e Langenthalit                                |                                                      | BE     | Langenthal       | Bützbergstrasse 101a, Ortslage    |                  | Islamische Glaubensgemeinschaft Langenthal (IGGL)                                                                                            | Albanischer Verein |
| Hëna e Re Moschee                                    |                                                      | TG     | Kreuzlingen      | Romanshornerstrasse 16, Ortslage  | 2008             | Albanisch-Islamische Gemeinschaft „Hëna e re“ in Kreuzlingen                                                                                 | |
| Lausanner Moschee                                    |                                                      | VD     | Lausanne         | Passage de Montriond 14, Ortslage | 2008             | Centre islamique de Lausanne | |
| Moschee Al Hikma in Lausanne                         |                                                      | VD     | Lausanne         | Rue Saint-Martin 9                | 2009             | Fondation Alhikma La sagesse | |
| Moschee                                              |                                                      | ZH     | Winterthur       | Zürcherstrasse 300                |                  | Islamisch-Albanischer Verein Winterthur | |
| Nuur-Moschee                                         |                                                      | TG     | Wigoltingen      | Haslistrasse 25, Ortslage         | 2009             | Ahmadiyya Muslim Jamaat Schweiz | |
| Moschee Al-Shems                                     |                                                      | SG     | Rebstein         | Gewerbestrasse 2, Ortslage        | 2005             | Al-Shems Islamische Gemeinschaft | Albanischer Verein |
| Moschee Wil                                          |                                                      | SG     | Wil              | Rosenstrasse 45, Ortslage         | 2017             | Islamische Gemeinschaft Wil | Albanischer Verein |
| Moschee En Nur                                       |                                                      | TG     | Diessenhofen     | Ziegeleistrasse 2                 |                  | Islamische Gemeinschaft Diessenhofen Thurgau (En-Nur)                                                                                        | Albanischer Verein |
| Mesxhidi-Nur-Moschee                                 |                                                      | TG     | Frauenfeld       | Gewerbestrasse 6                  |                  | Islamische Gemeinschaft in Frauenfeld | Albanischer Verein |
| Albanische Moschee Zuchwil/Solothurn                 |                                                      | SO     | Zuchwil          | Widistrasse 15                    | 1995             | Albanisch Islamische Glaubensgemeinschaft Solothurn / Bashkësia Islame Solothurn BISO                                                        | Albanische Moschee und Verein mit fest angestelltem Imam. Die Moschee und der Trägerverein wird zu 100 % von Vereinsmitgliedern finanziert. Freitagsgebet in Albanisch und Deutsch. |
| Zayed-Moschee                                        |                                                      | ZH     | Zürich           | Rötelstrasse 86                   | 1983             | Stiftung Islamische Gemeinschaft Zürich (SIGZ)                                                                                               | Die Moschee wird mehrheitlich von arabisch sprechenden Muslimen besucht; Die Liegenschaft gehört den Vereinigten Arabischen Emiraten, die Islamische Gemeinschaft hat Nutzniessungsrecht. |
| Moschee der Freunde der Sunna                        |                                                      | ZH     | Zürich           | Köschenrütistrasse 6              |                  | Freunde der Sunna Zürich (Verein) | Der Verein vertritt nicht nur eine bestimmte Ethnie, sondern steht den Muslimen aller Nationalitäten und Altersgruppen als Institution zur Verfügung. |
| Moschee Al-Hidaya                                    |                                                      | ZH     | Zürich           | Hafnerstrasse 41                  |                  | Forum des Orients in der Schweiz (Forient)                                                                                                   | Das Forum des Orients in der Schweiz ist ein Migrantenverein von in der Schweiz ansässigen Menschen mit orientalischem Hintergrund. |
| Aksa-Moschee Schaffhausen                            |                                                      | SH     | Schaffhausen     | Schalterweg 10                    | 7. November 2022 | Türkisch Islamischer Verein Schaffhausen, Mitglied der Türkisch Islamischen Stiftung für die Schweiz (TISS). Das Grundstück gehört der TISS. | Masse: 30 m × 16 m × 12 m. Die Moschee hat zwei Eingänge, einen für Frauen und einen zweiten, der von beiden Geschlechtern benutzt werden darf. Im 1. Stock liegen die Waschräume für die Gebetsvorbreitung und die Wohnung des Imams. Dieser wird von der TISS zugewiesen und alle fünf Jahre ausgetauscht. Unter der Kuppel liegt der Gebetsraum für bis zu 250 Personen, der nach Geschlechtern getrennt ist. |
| Moschee Ebu Hanife Grenchen                          |                                                      | SO     | Grenchen         | Maienstrasse 8                    | 2019             | Albanisch Islamischer Glaubensgemeinschaft                                                                                                   | Grundfläche des Gebäudes: 456 m² Höhe: 8 m, 11 m mit Kuppel. |
| Alperenler Diyanet Camii                             |                                                      | AG     | Suhr             | Bernstrasse Ost 50, 5034 Suhr     | 1991             | Alperenler Camii / Türkische Kultur und Integration Verein                                                                                   | |